# The Chantelles
The Chantelles waren eine britische Girlgroup der 1960er Jahre.

## Biografie
Die Gruppe wurde 1965 von der Sängerin und Gitarristin Riss Chantelle (bürgerlich Iris Long) gegründet, die zuvor Frontfrau der Lana Sisters, einer weiblichen Gesangsgruppe der späten 1950er Jahre, gewesen war. 1960 verließ Mary O’Brien die Lana Sisters und nannte sich fortan Dusty Springfield. Chantelle wollte daher eine neue Gruppe zusammenstellen und rekrutierte zwei neue Mitglieder, Sandra Orr und Jay Adams. Sie benannte ihre neue Gruppe nach ihrem eigenen Künstlernamen, The Chantelles.
Die Gruppe war zunächst ein reiner Liveact, bis sie einen Plattenvertrag bei Parlophone bekamen. Im April 1965 erschien die erste Single I Want That Boy, eine Coverversion der US-Sängerin Sadina, die später als Priscilla Mitchell mit Roy Drusky sang. Sowohl die A- als auch die B-Seite der Single wurden von Alan Tew arrangiert. Die Single erreichte die BBC Radio London Top 40.
Im Sommer 1965 folgte The Secret of My Success und im Oktober die dritte Single Gonna Get Burned. Deren B-Seite, Gonna Give Him Some Love, wurde später ein Favorit der Northern-Soul-Szene.
Die Gruppe bekam anschließend die Möglichkeit, neben Kiki Dee und den Small Faces in dem britischen Musikfilm Dateline Diamonds (1965; Regie: Jeremy Summers) aufzutreten. Dort sangen sie die Ballade I Think of You sowie Please Don't Kiss Me. Beide Stücke erschienen zeitgleich mit der Veröffentlichung des Films im April 1966 als nächste Single.
Danach folgten ein Wechsel zu Polydor, wo die Chantelles nur eine einzige Single herausbrachten, There's Something About You (arrangiert von Arthur Greenslade). Als Nächstes folgte bei CBS eine Version eines Klassikers von George und Ira Gershwin, The Man I Love (1967).
Da keine dieser bisherigen Singleveröffentlichungen kommerziell erfolgreich war, wurde die letzte Single der Gruppe, Out of My Mind, nicht in ihrer britischen Heimat, dafür aber in Deutschland und in den Vereinigten Staaten veröffentlicht. In den USA erschien die Platte bei GNP Crescendo Records unter dem Namen The Chantelles of London, damit sie dort nicht mit der bekannten US-Girlgroup The Chantels verwechselt werden konnten.
Gegen Ende der Lebenszeit der Gruppe wurde Jay Adams durch Nola York ersetzt. 1968 lösten sich die Chantelles auf. Nola York fand Erfolg am Londoner West End und Riss Chantelle gründete einen Musikverlag, Chantelle Music.

## Diskografie

### Singles
- 1965: „I Want That Boy“ / „London My Home Town“ (Parlophone R 5271)
- 1965: „The Secret of My Success“ / „Sticks and Stones“ (Parlophone R 5303)
- 1965: „Gonna Get Burned“ / „Gonna Give Him Some Love“ (Parlophone R 5350)
- 1966: „There's Something About You“ / „Just Another Fool“ (Polydor 56119)
- 1966: „I Think of You“ / „Please Don't Kiss Me“ (Parlophone R 5431)
- 1967: „The Man I Love“ / „Blue Mood“ (CBS 2777)
- 1968: „Out of My Mind“ / „More to Love (Than Moonlight)“ (GNP Crescendo Records GNP-415 (USA); Vogue Schallplatten DV 14709 (Deutschland))